# Misamis Oriental
Misamis Oriental (cebuano: Sidlakang Misamis) es una provincia en la región de Mindanao del Norte en Filipinas. Su capital es Cagayán de Oro.

## Geografía
La provincia de Misamis Oriental es una de las cinco que forman la región de Mindanao del Norte. Ocupa la costa norte de la isla de Mindanao, limitacdo por el norte con la bahía de Macajalar, al oeste con bahía de Iligan, al este con la provincia de Agusan del Norte, y en el sur y suroeste por las provincias de Bukidnon y Lanao del Norte respectivamente.
Cuenta con dos grandes bahías Macajalar en la parte oeste y la bahía Giñgoog en la parte oriental, circunstancia que unida a su ubicación, la convierten en el principal centro de distribución de la región.
Cagayán de Oro, su capital,  está geográficamente situada entre la costa central de la bahía de
Macajalar y las mesetas y montañas de Bukidnon y Lanao del Norte. Su término linda con los de   Tagoloán al este y Opol al oeste.

### Comunicaciones
La capital se encuentra situada 810 kilómetros al sur de Manila o una hora y veinte minutos de distancia en avión y treinta de Cebú. Si venimos por mar, son treinta horas de Manila y nueve de Cebú. Por vía terrestrese puede llegar en menos de cuarenta horas de Metro Manila.

### Extensión
La provincia tiene una superficie total de 3.570,01 km² incluyendo los términos de las ciudades de Giñgoog y Cagayán de Oro. Claveria, el único municipio interior, cuenta con la mayor superficie, 894,90 km², mientras que el municipio más pequeño es Binuangán con una superficie de 30,00 km².
La ciudad de Cagayán de Oro cuenta con un término ciya extensión superfciial es de 488,86 km², representa el 13,7% de la provincia y cuenta con cerca de 25 kilómetros de costa y un buen puerto de aguas profundas en la bahía de Macajalar.

### Relieve
Se trata de una provincia montañosa, donde montes y colinas ocupan casi el setenta por ciento de su superficie.
Las tierras altas son interrumpidas por las cordilleras, llanuras costeras y valles que son atravesados por los ríos de diferentes formas y tamaños que proporcionan el suministro de agua subterránea adecuada en toda la zona
En la parte oriental de la provincia existen dos conos volcánicos inactivos:  Monte Balatucán, de 2.560 m s. n. m., que es el pico más alto y el monte Lumot.
El término de la capital se caracteriza por una estrecha llanura costera en la Bahía y por zonas montañosas con pendientes pronunciadas.
Su llanura es relativamente plana a no es más de 10 m s. n. m. Las tierras altas son mesetas, terrazas, colinas, montañas, cañones y desfiladeros.

### Suelos
El tipo de suelo predominantemente está formado por arcilla, limo, pizarra, arenisca, corraline y piedra caliza. Domina la arcilla en Cagayán de Oro. Otras texturas que van de arena, limo arcilloso que también se encuentra en la ciudad.

### Clima
La Provincia está situada fuera del cinturón de tifones y fallas sísmicas. El mes más frío se observó en enero, mientras que el más caluroso es agosto. La estación seca es de noviembre a abril y la temporada de lluvias es de mayo a octubre. La temperatura promedio es de 27 grados centígrados.

### Idiomas
Aunque la mayoría de la gente puede hablar y entender inglés y tagaloque,  el idioma local es el cebuano. También se habla Higaonon, Ilongo y Waray,  entre otros.

### Religión
La religión católica es la religión dominante, practicada por casi el 80% de la población. Otras personas son protestantes, baptistas, evangélicos, Iglesia Ni Kristo, Iglesia Filipina Independiente, el islam y pentecostales.

## Economía
Sus primeras industrias son agricultura, madera, acero y otros metales y minerales, sustancias químicas, hule, carne y la construcción naval

## División administrativa
Políticamente la provincia de Misamis Oriental se divide en 23 municipios, 3 ciudades  y  504 barrios. 
Consta de 3 distritos para las elecciones al Congreso.
| Ciudad/Municipio      | N.º de Barrios | Población (2010) | Área (km²) | Código    |
| --------------------- | -------------- | ---------------- | ---------- | --------- |
| Alubíjid              | 16             | 26.648           | 85,56      | 104301000 |
| Balíngasag            | 30             | 65.876           | 147,11     | 104302000 |
| Balingoán             | 9              | 10.175           | 57,80      | 104303000 |
| Binuángan             | 8              | 6.756            | 30,43      | 104304000 |
| Ciudad de Cagayán     | 80             | 602.088          | 412,801    | 104305000 |
| Clavería              | 24             | 44.544           | 579,63     | 104306000 |
| Ciudad de El Salvador | 15             | 44.848           | 106,15     | 104307000 |
| Ciudad de Giñgóog     | 79             | 117.908          | 568,44     | 104308000 |
| Gitágum               | 11             | 16.098           | 43,40      | 104309000 |
| Initao                | 16             | 29.331           | 111,27     | 104310000 |
| Jasaán                | 15             | 50.121           | 77,02      | 104311000 |
| Kinoguítan            | 15             | 12.761           | 42,56      | 104312000 |
| Lagonglóng            | 10             | 19.303           | 83,78      | 104313000 |
| Laguindíngan          | 11             | 21.822           | 44,23      | 104314000 |
| Libertad              | 9              | 11.586           | 22,47      | 104315000 |
| Lugáit                | 8              | 18.639           | 27,45      | 104316000 |
| Linugus (Magsaysay)   | 25             | 33.047           | 143,14     | 104317000 |
| Manticao              | 13             | 26.786           | 123,01     | 104318000 |
| Medina                | 19             | 31.154           | 148,29     | 104319000 |
| Naaguán (Naawán)      | 10             | 18.895           | 88,50      | 104320000 |
| Opól                  | 14             | 52.108           | 175,13     | 104321000 |
| Saláy                 | 18             | 27.591           | 92,79      | 104322000 |
| Sugbongcógon          | 10             | 8.745            | 26,50      | 104323000 |
| Tagoloán              | 10             | 63.850           | 117,73     | 104324000 |
| Talisáyan             | 18             | 23.289           | 140,33     | 104325000 |
| Villanueva            | 11             | 31.966           | 48,80      | 104326000 |

## Historia

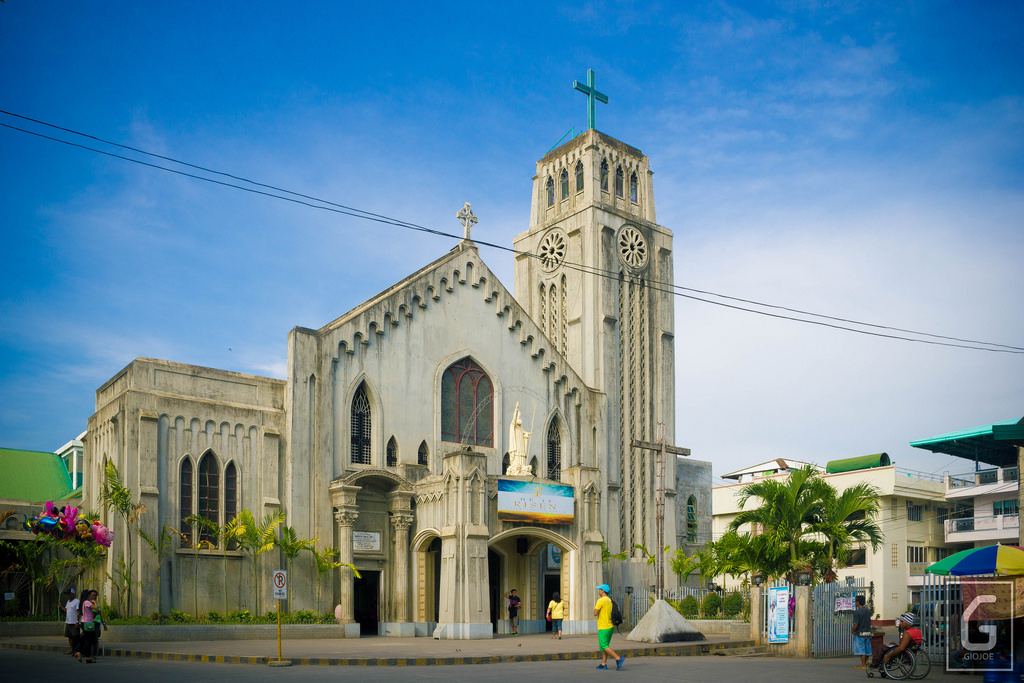
Catedral de San Agustín en Cagayán, la más antigua de Mindanao.

Misamis Oriental formó parte de Cebú. En 1818, se convirtió en corregimiento dividico en cuatro Partidos , a saber, el Partido de Misamis, Partido de Dapitan, Partido de Cagayan y Partido de Catarman.
Durante la última parte del siglo XIX, Misamis fue uno de los seis distritos de Mindanao, y más tarde, uno de los siete distritos de Mindanao y Sulu en el final de la era española. Su capital era Cagayán de Misamis, hoy Cagayán de Oro. El Distrito 2º de Misamis comprendía la comandancia de Dapitan, con Dapitán, Dipolog y Lobungán, siendo su capital la villa de Cagayán de Misamis.
Cuando era todavía una parte del distrito de Cebú, había doce españoles y nueve filipinos que sirvieron sucesivamente como governadores, con el alcalde Carabello como el primer gobernador en 1874.
Misamis Oriental solía ser una parte de la unidad más grande de la provincia de Misamis, compartiendo una historia profunda con su hermana, Misamis Occidental.

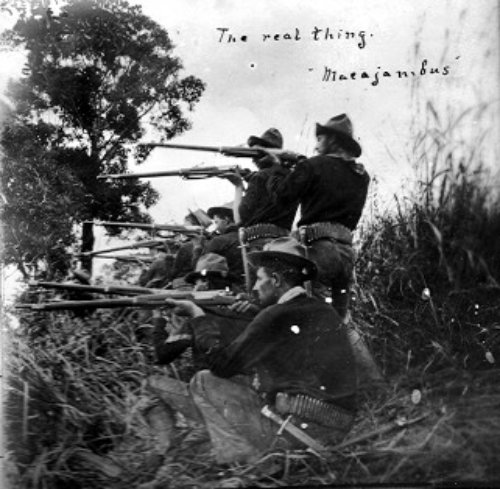
Tropas estadounidenses atacan a la guerrilla.

El 7 de abril de 1900 durante la guerra filipino-estadounidense se libró la batalla de Cagayán de Misamis Nicolas Capistrano mandaba las tropas filipinas.
El 2 de noviembre de 1929, durante la ocupación estadounidense de Filipinas, la provincia de Misamis fue dividida en dos provincias, a saber, Misamis Oriental y Misamis Occidental.
La provincia de Misamis Oriental comprende los municipios de Alubijid, Balingasag, Cagayán (capital de la provincia), Gingoog, Initao, Kinogitan, Salay, Tagoloan  y Talisayan, así como la isla de Camiguin con sus tres municipios: Catarman, Mambajao y Sagay: También forman parte de esta provincia islas menores adyacentes y los distritos municipales de Claveria, Lourdes y Lumbia.
El 1 de julio de 1948 los barrios de Medina y de Portulín, o la parte del territorio del actual municipio de Talisayán situada al sureste de Minbuaya Creek, quedan organizados en un municipio independiente bajo el nombre de Medina con la sede del gobierno en el barrio de la Medina.
El 15 de junio de este mismo año fue creado el municipio de El Salvador formado por los barrios de El Salvador y de  Molugán pertenecientes al municipio de Cagayán y los sitios de Sala, Sambulaguánn, Sinaloc, Lagtang, Talaba, Kalabaylabay e Hinigdaan.
El 1 de julio de 1948 los barrios of Linugos y de  Artadi, así como los sitios de Kinaya, Consuelo, Tabangán, Tubotubo, Mincawayan, Candiis, Kipawa, Kabalawlawan, Manoligaw, Minpagang, Looc, Damayonan, San Isidro,  y Piligoson, todos pertenecientes al municipio de Giñgoog quedan organizadas en un municipio independiente bajo el nombre de Linugos, con la sede del gobierno en el barrio del mismo nombre.
El 7 de febrero de 1949 fue creado el municipio de Manticao formado por los barrios de Manticao, Talabaán, Mambaya, Punta Silum y  Lugait, así como los sitios de Taloca, Sambuyaan, Pagawan, Upper Malatong, Patag, Daan Manticao, Kalangahan, Mambuaya, Dimalosi, Olab, Taal, Talacogon, Macaw, Tigbao, Cabocabo, Zalimbal, Sisamon, Tamao, Laolao, Lagondogon, Ayaaya, Linabo, Padionga, Santo Nino, Paitan y Kaloknayan, hasta ahora pertenecientes al municipio de  Initao.
El 5 de junio de 1950 fue creado el municipio de Opol formado por los siguientes barrios pertenecientes al municipio de Cagayán: Opol, Igpit e Iponán de Abajo.
El 5 de junio de 1950 el municipio de Cagayán se convierte en la ciudad de Cagayán de Oro (Charter of the City of Cagayan de Oro). Su término se amplia con la incorporación de los barrios de  Bugo, Agusán y Alae del municipio de  Tagoloán.
El 26 de octubre de 1953 fue creado el municipio de Libertad formado por los siguientes barrios: Pertenecientes al municipio de Initao:  Barrios de Libertad, donde se seitúa el nuevo ayuntamiento y de Himay-lan con los sitios de Taboo, Upper Himaylan, Ritablo, Kamaca, Lobloban, Bitaogon, Pinamagsalan, Ulab, Kilangit y Quezon. Pertenecientes al municipio de Alubijid: Barrios de Matangad y de Paugayawan con los sitios de Dolong y Tala-o.
El 9 de febrero de 1957 fue creado el distrito municipal de Lourdez formado por parte de los términos de Alubijid, El Salvador, Initao, Manticao y Opol.
El 5 de junio de 1957 fue creado el municipio de Naauán (Naawan) formado por el barrio del mismo nombre perteneciente al municipio de Initao.
El 20 de junio de 1957 el municipio de Linugus cambia su nombre por el de Magsaysay.
El 22 de junio de 1957 fue creada la sub-provincia de Camiguín con sede en Mambajao.
El 18 de junio de 1960 el municipio de Giñgoog se convierte en la ciudad del mismo nombre (Charter of the City of Gingoog).
El 16 de marzo de 1961 los barrios de Lugait, Biga y Aya-Aya, con sus respectivos sitios, todos hasta ahora pertenecientes al municipio de  Manticao, forman el nuevo municipio de  Lugait.
El 8 de mayo de 1961 fue creado el municipio de Gitagúm formado por los siguientes barrios pertenecientes al municipio de Alubijid: Gitagúm, Cogon, Burnay, Pangayawan, Ulab, Lagutay, Matangad y Kilangit.
El 16 de junio de 1962 fue creado el municipio de Villanueva formado por los siguientes barrios pertenecientes al municipio de Tagoloán: Villanueva, Nabacaán, Bulacanas, San Martín y Kimaya.
El 22 de junio de  1963 se segregan del de Alubijid los barrios de Aromahon, Gasi, Kibaghot, Laguindingán, Libertad, Mauswagon, Moog, Sambulawan, Sinai y Tubajón para formar el nuevo municipio de Laguindingán.
Este mismo día se segregan del de Quinuguitán los barrios de Sugbongcogón, Kaulayanón, Kidampas, Silad, Alicomohan y de Mabini para formar el nuevo municipio de Sugbongcogón.
El 15 de junio de 1968 fue creado el municipio de Binuangán formado por los siguientes barrios pertenecientes al municipio de Salay: Binuangan, Mabini, Kitamban, Kitambis, Valdiconcha, Mosangot, Dampias y Nabataan.
El 12 de abril de 2007 el municipio de El Salvador se convierte en la ciudad del mismo nombre (Charter of the City of EL Salvador).